# Diogenes Neves
Pour les articles homonymes, voir Neves.
Diogenes Neves est un dessinateur de comics brésilien.

## Œuvre

### Publications en français
- X-Men Extra, Panini Comics, collection Marvel France
  1.  D'un monde à l'autre, scénario de Christ Yost, dessins de Diogenes Neves, 2009
  2.  Gambit 1 : voleur un jour…, scénario de James Asmus, dessins de Leonard Kirk, Al Barrionuevo, Diogenes Neves et Clay Mann, 2013  (ISBN 978-2-8094-3402-6)

### Publications en anglais
- Batman: Battle for the Cowl, DC Comics
Gotham Gazette: Batman alive?, scénario de Diogenes Neves, dessins de Dustin Nguyen, Jamie McKelvie, Chris Cross, Alex Konat et Guillem March, 2009
- Demon Knights, scénario de Paul Cornell, dessins de [Diogenes Neves et Robson Rocha, DC Comics, collection The New 52
  1. Seven against the Dark, dessins de Mike Choi, 2012  (ISBN 978-1-401-23472-0)
  2. The Avalon Trap, dessins de Bernard Chang, 2013  (ISBN 978-1-401-24039-4)
- Gambit, Marvel Comics
Once a Thief…, scénario de James Asmus, dessins de Leonard Kirk, Al Barrionuevo, Diogenes Neves et Clay Mann, 2013  (ISBN 978-0-7851-6547-7)
- Green Arrow, DC Comics
  1. Man of the people, scénario de J.T. Krul, dessins de Diogenes Neves, 2010
  2. Into the woods, scénario de J.T. Krul, dessins de Diogenes Neves, 2010
  3. Character assassination, scénario de J.T. Krul, dessins de Diogenes Neves, 2010
  4. Strangers in the night, scénario de J.T. Krul, dessins de Diogenes Neves, 2010
  5. Growing pains, scénario de J.T. Krul, dessins de Diogenes Neves, 2010
  6. Siege mentality, scénario de J.T. Krul, dessins de Diogenes Neves, 2011
  7.  Exorcising the demons, scénario de J.T. Krul, dessins de Diogenes Neves, 2011
  8. Demon seed, scénario de J.T. Krul, dessins de Diogenes Neves, 2011
  9. The Valley of the shadow of the death, scénario de J.T. Krul, dessins de Diogenes Neves, 2011
  10. In the darkest hour, scénario de J.T. Krul, dessins de Diogenes Neves, 2011
  11. The Changing of the seasons, scénario de J.T. Krul, dessins de Diogenes Neves, 2011
- Green Arrow and Black Canary, DC Comics
Five stages, scénario de J.T. Krul et Andrew Kreisberg, dessins de Diogenes Neves et Renato Guedes, 2010
- Justice League: The Rise & Fall Special, scénario de J.T. Krul, dessins de Diogenes Neves, Mike Mayhew et Fabrizio Fiorentino, DC Comics, 2010
- New Mutants, Marvel Comics
  1. Return of the legion, part 1 : we were many once, scénario de Zeb Wells, dessins de Diogenes Neves, 2009
  2. Return of the legion, part 2 : security blankets, scénario de Zeb Wells, dessins de Diogenes Neves, 2009
  3. Return of the legion, part 3 : cognitive therapy, scénario de Zeb Wells, dessins de Diogenes Neves, 2009
  4. Return of the Legion, part 4 : invasive surgery, scénario de Zeb Wells, dessins de Diogenes Neves, 2009
  5.  Necrosha part 1 : dead language, scénario de Zeb Wells, dessins de Diogenes Neves, 2009
  6. Necrosha part 2 : Trojan, scénario de Zeb Wells, dessins de Diogenes Neves, 2010
  7. Necrosha part 3, scénario de Zeb Wells, dessins de Diogenes Neves, 2010
- Superman, DC Comics
  1.  Grounded part 11, scénario de Joe Michaël Straczynski et Chris Roberson, dessins de Diogenes Neves, 2011
- X-Men: Worlds apart, scénario de Christ Yost, dessins de Diogenes Neves, Marvel Comics
  1. Worlds apart part 1, 2008
  2. Worlds apart part 2, 2009
  3. Worlds apart part 3, 2009
  4. Worlds apart part 4,2009